# Herbst (Indiana)
Herbst es una localidad de Estados Unidos. Pertenece al estado de Indiana y está situado en el condado de Grant, con la categoría administrativa de «lugar designado por el censo».
En el censo de 2010 tenía una población de 112 habitantes y una densidad poblacional de 33,14 personas por km².

## Geografía
Herbst se encuentra ubicado en las coordenadas 40°30′52″N 85°46′53″O / 40.51444, -85.78139. Según la Oficina del Censo de los Estados Unidos, Herbst tiene una superficie total de 3.38 km², de la cual 3.38 km² corresponden a tierra firme y (0%) 0 km² es agua.

## Demografía
Según el censo de 2010, había 112 personas residiendo en Herbst. La densidad de población era de 33,14 hab./km². De los 112 habitantes, Herbst estaba compuesto por el 100% blancos, el 0% eran afroamericanos, el 0% eran amerindios, el 0% eran asiáticos, el 0% eran isleños del Pacífico, el 0% eran de otras razas y el 0% pertenecían a dos o más razas. Del total de la población el 0% eran hispanos o latinos de cualquier raza.